# Palić
Palić (în sârbă Палић; în maghiară Palics; în germană Palitsch) este un oraș situat în Subotica, districtul Bačka de Nord, provincia autonomă Voivodina, Serbia. Este, de asemenea, situat la 18 kilometri (11 mi) distanță de granița dintre Serbia și Ungaria. 
Orașul are o majoritate etnică maghiară, cu o populație de 7.771 de locuitori (la recensământul din 2011). Mulți turiști vin în Palić în fiecare an pentru a vizita lacul Palić și stațiunea balneară din Palić. În zonă se găsesc peste 450 de pensiuni și un hotel de cinci stele. Palić este cunoscut pentru festivalul său european de film care are loc în fiecare vară din 1992. În 2008, premiul pentru munca de o viață a fost acordat regizorului britanic Ken Loach.

## Originea numelui
A fost menționat pentru prima dată în scris în 1462 sub numele de Paly. În 1580-1582, este menționat de turci ca Pálegyházaként.
Conform legendei, turmele de oi obișnuiau să pască în apropiere de locul unde se află Lacului Palić. Odată, însă, un cioban pe nume Pál (Paul) a săpat o fântână în acest loc și o cantitate uriașă de apă a ieșit din adâncurile pământului astfel încât s-a transformat într-un lac.

## Istorie
Încă din 1462, sunt menționate satele Bajmok , Csantavér din Paly (sau Palij), pe care regele Matia Corvin, printre multe altele, le-a dat mamei sale. Această sălbăticie a devenit apoi satul Pálegyháza pe care turcii din Subotica l-au numit în 1580-1582 ca Pálegyházát. Din Pálegyháza a provenit cuvântul actual slav Pálity sau Palics.
Lacul Pality și numele său datează din secolul al XVII-lea.
Calea ferată a trecut prin Palić în 1869. În Palić a fost construită o linie de tramvai din 1897, dar a fost desființată în 1972.
Odată cu apariția  liniei de cale ferată Budapesta - Zemun în 1883 care a dus la construirea stației Palić patru ani mai târziu, cu pavarea drumului dintre Subotica și Palić în 1894 și, mai ales, cu introducerea tramvaiului în 1897 pe același traseu, au fost create toate condițiile necesare pentru prosperitatea stațiunii balneare Palić la sfârșitul secolului al XIX-lea.

## Date demografice
Conform recensământului din 2002,Palić a avut 6326 de adulți, cu o vârstă medie de 40,8 (39,4 pentru bărbați și 42,1 pentru femei). A avut 2747 de gospodării, iar numărul mediu de membri pe gospodărie a fost de 2,71.
Din punct de vedere etnic, populația din această așezare este foarte diversă , iar în ultimele trei recensăminte s-a înregistrat o creștere a populației.

### Date demografice după an
Sursa: 
- 1948: 3693
- 1953: 3764
- 1961: 4381
- 1971:	5179
- 1981:	7.018
- 1991: 7.375
- 2002: 7.745
- 2011: 7.771

### Grupuri etnice
Compoziția etnică conform recensământului din 2002:
- maghiari = 4.178 (53,95%)
- sârbi = 1.930 (24,92%)
- croați = 399 (5,15%)
- iugoslavi = 351 (4,53%)
- bunjevci = 335 (4,33%)
- români = 4 (0,05%)

## Lacul Palić

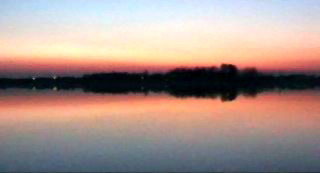
Lacul Palić la apusul soarelui

Lacul Palić acoperă o suprafață de 380 de hectare, cu lungimea malurilor de 17 kilometri. Adâncimea medie a lacului este de 2   metri și în apele sale se găsesc numeroși pești. În 1995, canalul Tisa - Palić a fost inaugurat astfel încât lacul să rămână la fel de sănătos ca înainte, în ciuda dezvoltării industriale din jurul lacului. 
Lacul Palić este un lac de origine eolitică, situat la est de Subotica într-o depresiune în formă de semilună. Palić și împrejurimile sale sunt sub incidența legii de protecție a naturii, păstrând astfel caracteristicile sale (lacul, parcul, grădina zoologică, în care se află multor specii de plante și animale). 
Oamenii care trăiesc în zonă au cunoscut efectele vindecătoare ale noroiului și apei lacului încă din cele mai vechi timpuri. În 1845, băile au fost plasate în unele camere de hotel, iar vizitatorii au fost vindecați aici.

## Climat
Palić are un climat continental umed cu vară fierbinte ( clasificarea Köppen : Dfa ). 
| Date climatice pentru Palic (1981–2010, extremes 1961–2010) | Date climatice pentru Palic (1981–2010, extremes 1961–2010) | Date climatice pentru Palic (1981–2010, extremes 1961–2010) | Date climatice pentru Palic (1981–2010, extremes 1961–2010) | Date climatice pentru Palic (1981–2010, extremes 1961–2010) | Date climatice pentru Palic (1981–2010, extremes 1961–2010) | Date climatice pentru Palic (1981–2010, extremes 1961–2010) | Date climatice pentru Palic (1981–2010, extremes 1961–2010) | Date climatice pentru Palic (1981–2010, extremes 1961–2010) | Date climatice pentru Palic (1981–2010, extremes 1961–2010) | Date climatice pentru Palic (1981–2010, extremes 1961–2010) | Date climatice pentru Palic (1981–2010, extremes 1961–2010) | Date climatice pentru Palic (1981–2010, extremes 1961–2010) | Date climatice pentru Palic (1981–2010, extremes 1961–2010) |
| Luna                                                        | Ian                                                         | Feb                                                         | Mar                                                         | Apr                                                         | Mai                                                         | Iun                                                         | Iul                                                         | Aug                                                         | Sep                                                         | Oct                                                         | Nov                                                         | Dec                                                         | Anual                                                       |
| ----------------------------------------------------------- | ----------------------------------------------------------- | ----------------------------------------------------------- | ----------------------------------------------------------- | ----------------------------------------------------------- | ----------------------------------------------------------- | ----------------------------------------------------------- | ----------------------------------------------------------- | ----------------------------------------------------------- | ----------------------------------------------------------- | ----------------------------------------------------------- | ----------------------------------------------------------- | ----------------------------------------------------------- | ----------------------------------------------------------- |
| Maxima medie °C (°F)                                        | 2.9 (37,2)                                                  | 5.6 (42,1)                                                  | 11.2 (52,2)                                                 | 17.2 (63)                                                   | 22.8 (73)                                                   | 25.7 (78,3)                                                 | 28.0 (82,4)                                                 | 28.0 (82,4)                                                 | 23.1 (73,6)                                                 | 17.4 (63,3)                                                 | 9.6 (49,3)                                                  | 3.9 (39)                                                    | 16,3 (61,3)                                                 |
| Media zilnică °C (°F)                                       | −0.4 (31,3)                                                 | 1.3 (34,3)                                                  | 6.0 (42,8)                                                  | 11.6 (52,9)                                                 | 17.3 (63,1)                                                 | 20.4 (68,7)                                                 | 22.3 (72,1)                                                 | 21.7 (71,1)                                                 | 16.8 (62,2)                                                 | 11.4 (52,5)                                                 | 5.4 (41,7)                                                  | 0.8 (33,4)                                                  | 11,2 (52,2)                                                 |
| Minima medie °C (°F)                                        | −3.4 (25,9)                                                 | −2.4 (27,7)                                                 | 1.8 (35,2)                                                  | 6.5 (43,7)                                                  | 11.6 (52,9)                                                 | 14.6 (58,3)                                                 | 16.3 (61,3)                                                 | 15.8 (60,4)                                                 | 11.7 (53,1)                                                 | 6.9 (44,4)                                                  | 2.1 (35,8)                                                  | −1.9 (28,6)                                                 | 6,6 (43,9)                                                  |
| Minima istorică °C (°F)                                     | −25.2 (−13.4)                                               | −21.5 (−6.7)                                                | −19.5 (−3.1)                                                | −4.2 (24,4)                                                 | −0.4 (31,3)                                                 | 3.7 (38,7)                                                  | 7.6 (45,7)                                                  | 6.3 (43,3)                                                  | −0.4 (31,3)                                                 | −6.1 (21)                                                   | −14.3 (6,3)                                                 | −21.4 (−6.5)                                                | −25,2 (−13,4)                                               |
| Precipitații mm (inches)                                    | 33.4 (1.315)                                                | 30.3 (1.193)                                                | 33.9 (1.335)                                                | 44.0 (1.732)                                                | 55.5 (2.185)                                                | 80.5 (3.169)                                                | 57.4 (2.26)                                                 | 52.2 (2.055)                                                | 49.7 (1.957)                                                | 39.6 (1.559)                                                | 48.1 (1.894)                                                | 46.5 (1.831)                                                | 571,1 (22,484)                                              |
| Umiditate [%]                                               | 85                                                          | 79                                                          | 71                                                          | 66                                                          | 64                                                          | 64                                                          | 62                                                          | 64                                                          | 70                                                          | 75                                                          | 82                                                          | 87                                                          | 72                                                          |
| Nr. de zile cu precipitații (≥ 0.1 mm)                      | 11                                                          | 10                                                          | 10                                                          | 11                                                          | 12                                                          | 12                                                          | 10                                                          | 9                                                           | 10                                                          | 8                                                           | 11                                                          | 13                                                          | 128                                                         |
| Nr. mediu de zile cu ninsoare                               | 6                                                           | 6                                                           | 3                                                           | 0                                                           | 0                                                           | 0                                                           | 0                                                           | 0                                                           | 0                                                           | 0                                                           | 2                                                           | 5                                                           | 23                                                          |
| Ore însorite                                                | 69.3                                                        | 113.0                                                       | 158.5                                                       | 199.5                                                       | 259.9                                                       | 274.0                                                       | 307.9                                                       | 283.4                                                       | 206.1                                                       | 162.6                                                       | 94.2                                                        | 61.8                                                        | 2.190,3                                                     |
| Sursă: Institutul Hidrometeorologic din Republica Serbia    |                                                             |                                                             |                                                             |                                                             |                                                             |                                                             |                                                             |                                                             |                                                             |                                                             |                                                             |                                                             |                                                             |